# دالاس مور
دالاس مور (27 أكتوبر 1994 في الولايات المتحدة - ) (بالإنجليزية: Dallas Moore) هو لاعب كرة سلة أمريكي في مركز هجوم خلفي. لعب مع North Florida Ospreys men's basketball ‏.

## وصلات خارجية
- دالاس مور على موقع الدوري الأوروبي لكرة السلة (الإنجليزية)
- دالاس مور على موقع كرة السلة الأوروبية.كوم (الإنجليزية)
- دالاس مور على موقع كلية كرة السلة في سبورتس رفرنس.كوم (الإنجليزية)
- دالاس مور على موقع ريلجم (الإنجليزية)
- دالاس مور على موقع بروبوليرز (الإنجليزية)
- دالاس مور على موقع سبورتس رفرنس (الإنجليزية)